# Morti nel 1376
| Questa pagina contiene informazioni ricavate automaticamente dalle voci biografiche con l'ausilio del template Bio e di un bot. L'aggiornamento è periodico e automatico e ricostruisce completamente la pagina. Se manca una persona in questa lista, sei pregato di non aggiungerla, ma accertati piuttosto che la sua voce biografica contenga il template Bio e che i dati anagrafici siano correttamente compilati. Se il template Bio manca, inseriscilo tu stesso o, in alternativa, metti l'avviso {{tmp\|Bio}} che ne segnala la mancanza. Se i dati riportati sono sbagliati, correggi direttamente la voce biografica; le modifiche saranno visibili in questa lista entro pochi giorni. Per chiarimenti vedi il progetto biografie. La lista contiene solo le 10 persone che sono citate nell'enciclopedia e per le quali è stato implementato correttamente il template Bio. Pagina aggiornata al 10 giu 2025. |

- 24 gennaio - Richard FitzAlan, X conte di Arundel, nobile e militare inglese (n. 1306)
- 19 febbraio - Giovanni II di Oświęcim, duca
- 8 giugno - Edoardo il Principe Nero, nobile britannico (n. 1330)
- 22 luglio - Simon Langham, cardinale e arcivescovo cattolico britannico
- 4 settembre - Jean de Bussière, cardinale francese
- 7 settembre - Giovanni III di Grailly, condottiero francese (n. 1330)
- 19 novembre - Pierre de la Jugée, cardinale e arcivescovo cattolico francese (n. 1319)
- 3 dicembre - Francesco Albergotti, giurista italiano (n. 1304)
- Niccolò Cicerchia, religioso e scrittore italiano (n. 1335)
- Giovanni d'Arborea, nobile (n. 1320)